# Rivière Portneuf Est
Pour les articles homonymes, voir Portneuf et Rivière Portneuf.
La rivière Portneuf Est est un affluent de la rivière Portneuf, coulant sur la rive Nord-Ouest du fleuve Saint-Laurent, dans le territoire non organisé du Lac-au-Brochet, dans la municipalité régionale de comté (MRC) de La Haute-Côte-Nord, dans la région administrative de la Côte-Nord, dans la Province de Québec, au Canada.
À partir de la route 138, la route forestière « Chemin de la Rivière des Cèdres » remonte la vallée de la rivière Portneuf, jusqu’à l’embouchure de la rivière des Cèdres. De là, une route forestière secondaire remonte vers le Nord-Ouest jusqu’à la presqu’île au Sud de l’embouchure de la rivière Portneuf Est. La topographie montagneuse de la rivière Portneuf Est freine l’aménagement de route forestière pour cette vallée,,.
La foresterie constitue la principale activité économique du secteur ; les activités récréotouristique, en second.
La surface de la rivière Portneuf Est est habituellement gelée de la fin novembre au début avril, toutefois la circulation sécuritaire sur la glace se fait généralement de la mi-décembre à la fin mars.

## Géographie
Les principaux bassins versants voisins de la rivière Portneuf Est sont :
- côté Nord : lac Tremblay, ruisseau aux Bouleaux, rivière du Sault aux Cochons ;
- côté Est : rivière Portneuf, ruisseau à la Loutre, rivière Rocheuse ;
- côté Sud : rivière Portneuf, ruisseau Émond ;
- côté Ouest : rivière Plate, lac Grand-Mère, rivière Portneuf[2].

La rivière Portneuf Est prend sa source à l'embouchure du lac Émilien (longueur : 1,8 km ; altitude : 579 m) entouré de montagnes. L’embouchure de ce lac est situé à 6,8 km à l’Est du lac Daniel ; à 25,0 km au Nord-Ouest de l'embouchure de la rivière Portneuf Est.
À partir du lac Émilien, la rivière Portneuf Est coule généralement vers l’Est, puis le Sud-Est, entièrement en zones forestières sur 37,7 km selon les segments suivants :
Cours supérieur de la rivière Portneuf Est (segment de 24,3 km
- 6,8 km vers l’Est, en traversant le lac Samit (longueur : 1,2 km ;

altitude : 523 m) sur sa pleine longueur et le lac Ale (longueur : 0,8 km ; altitude : 512 m) sur sa pleine longueur, ainsi qu’en formant une courbe vers le Sud, jusqu’à la décharge (venant du Nord) d’un ensemble de lacs dont Éric, Garant, Noir, Épinette, Caméo et Élie ;
- 6,1 km vers le Sud-Est, notamment recueillant la décharge des lacs Lento, de l’Éphod et Antoine, ainsi qu’en traversant le lac Charles (longueur : 450 km ; altitude : 0,9 m), jusqu’à un coude de rivière.

Note : Le lac Charles reçoit la décharge (venant du Sud-Ouest) du Lac du Chicot ;
- 6,8 km vers le Nord-Est, jusqu’à un ruisseau non identifiée (venant du Nord-Ouest) ;
- 3,8 km vers le Sud-Est comportant une boucle vers le Nord et une zone de marais en fin de segment, jusqu’à la confluence d’une rivière non identifiée (venant du Nord-Ouest) ;

Cours inférieur de la rivière Portneuf Est (segment de 13,4 km
- 6,6 km vers le Sud-Est comportant une zone de marais en début de segment et traversant plusieurs rapides, jusqu’à la confluence de la rivière Plate ;
- 0,4 km vers le Sud en formant une courbe vers l’Est, jusqu’à la décharge (venant du Sud-Ouest) du Lac la Botte ;
- 2,1 km vers le Sud-Est, jusqu’à la décharge (venant de l’Ouest) du Lac du Loup Marin ;
- 2,8 km vers le Sud, jusqu'à un coude de rivière ;
- 1,5 km formant une grande boucle vers l’Est dans une vallée encastrée entre les montagnes, jusqu'à la confluence de la rivière[2].

La rivière Portneuf Est se déverse dans une courbe de la rive Est de la rivière Portneuf à la tête d’une série de rapides s’étirant sur 0,5 km vers le Sud. Cette confluence est située à :
- 54,1 km à l’Ouest de la confluence de la rivière Portneuf et du fleuve Saint-Laurent ;
- 51,3 km au Sud-Ouest du centre-ville de Forestville ;
- 58,1 km au Nord-Ouest du centre du village des Escoumins ;
- 74,4 km au Nord-Ouest du centre du village de Tadoussac[2].

## Toponymie
Le toponyme "Rivière Portneuf Est" a été officialisé le 5 décembre 1968 à la Banque des noms de lieux de la Commission de toponymie du Québec.